# Catwoman
Catwoman (có bản dịch tiếng Việt là Miêu Nữ) còn có biệt danh khác là The Cat, tên thật là Selina Kyle, là một nhân vật hư cấu trong loạt truyện tranh xuất bản bởi DC Comics, xuất hiện đầu tiên trong Batman #1 vào Mùa Xuân năm 1940 (cùng lúc với Joker). Catwoman được tạo ra bởi Bob Kane và Bill Finger, lấy cảm hứng từ em họ của Kane, Ruth Steel và nữ diễn viên Jean Harlow. Catwoman thường được biết đến như một nhân vật phản anh hùng, vừa là người tình vừa là đối thủ của Batman.

## Tiểu sử
Catwoman thường mặc một bộ đồ đen ôm sát cơ thể mô phỏng theo dáng của một con mèo. Cô được biết đến như là một siêu tội phạm chuyên trộm đồ nữ trang ở các tiệm nữ trang trong Gotham City (Thành phố Gotham). Trong một lần truy đuổi Catwoman, Batman gặp sự cố và cô đã quay lại giúp anh, nhưng cô bị một viên gạch rơi trúng đầu. Cô nói với Batman rằng cô là một nữ tiếp viên hàng không may mắn sống sót trong một tai nạn máy bay nhưng bị mất trí nhớ, và cô đã trở thành tội phạm từ đó.
Tuy nhiên, Catwoman sau đó đã thú nhận câu chuyện về mất trí nhớ là do cô bịa ra bởi vì cô muốn thoát ra khỏi quá khứ phạm tội của mình. Catwoman hoàn lương một vài năm và giúp đỡ Batman rất nhiều, nhưng sau đó lại quyết định quay trở lại con đường của một siêu tội phạm, sau khi một tờ báo đăng về những phi vụ của Batman trong quá khứ đã nói móc cô. Một lần, khi Batman đang cố ngăn chặn một vụ trộm anh đã bị bất tỉnh bởi thuốc mê, Catwoman đã ngăn không cho thuộc hạ giết anh.
Catwoman cùng với Talia al Ghul (con gái của Ra's al Ghul) là hai người có tình cảm đặc biệt lâu dài và có con với Batman. Vì thế nên Catwoman vẫn thường được biết đến như là bạn gái của Batman, con gái của họ tên là Helena Wayne sau này cũng trở thành một siêu anh hùng với tên Huntress (còn con trai của Batman và Talia tên là Damian Wayne sau này trở thành Robin thứ 5). Catwoman là một trong những nhân vật hiếm hoi biết được thân phận thật sự của Batman, nhưng cô chưa bao giờ tiết lộ điều đó với bất kỳ ai, và cô vẫn thường âm thầm giúp đỡ Batman.
Catwoman có khả năng cảm nhận tất cả các loại mèo, ngoài ra cô được miêu tả là một siêu trộm có thể đột nhập bất cứ đâu và mở được rất nhiều loại két sắt. Catwoman vô cùng nhanh nhẹn, thoắt ẩn thoắt hiện, và kỹ năng chiến đấu rất cao. Cô thường cầm một cây roi da làm vũ khí, cây roi này giúp cô có thể móc vào các vật thể và bay nhảy rất linh hoạt. Catwoman là một nhân vật đặc biệt khi được liệt vào cả vai phản diện lẫn vai chính diện. Cô tham gia các tổ chức tội phạm như "Secret Society of Super Villains" hay "Injustice League", nhưng cũng là thành viên của các tổ chức siêu anh hùng như "Justice League". Catwoman cùng với Poison Ivy và Harley Quinn thành lập nên nhóm bộ ba nữ tội phạm nổi tiếng mang tên "Gotham City Sirens".

## Ngoài truyện tranh

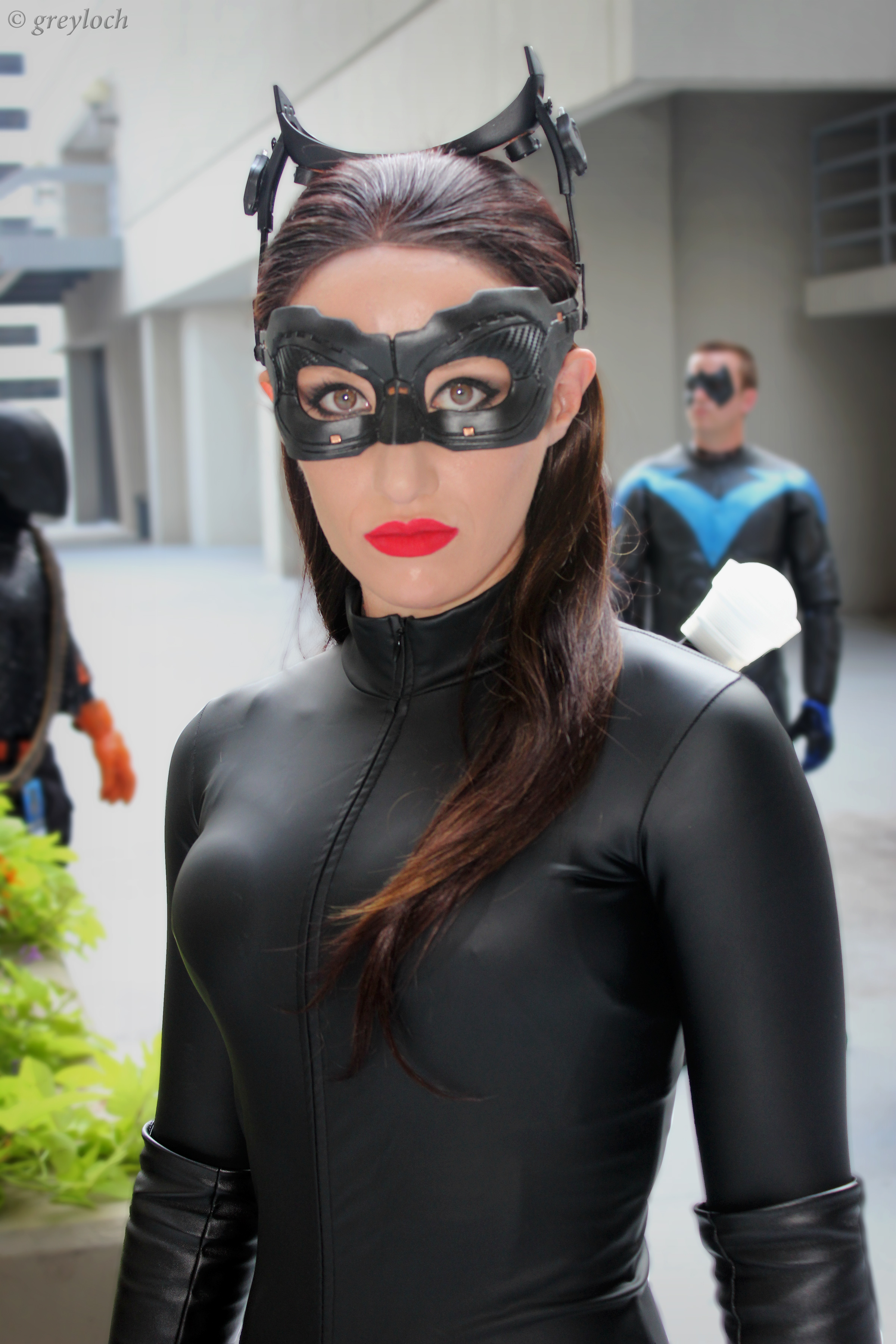
Cosplay lốt Miêu Nữ.

Catwoman xuất hiện trong vô số phim truyền hình, phim hoạt hình, phim điện ảnh, cũng như game. Các nữ diễn viên Julie Newmar, Lee Meriwether, và Eartha Kitt đã mang hình tượng Catwoman đến với đông đảo khán giả qua series phim truyền hình Batman năm 1960 và phim Batman năm 1966. Michelle Pfeiffer đóng Catwoman trong phim Batman Returns năm 1992. Halle Berry đảm nhận vai diễn nhân vật này trong phim Catwoman năm 2004, bộ phim nói riêng về Catwoman và không liên quan gì đến thế giới Batman. Trong phim bom tấn The Dark Knight Rises năm 2012, Anne Hathaway là người thủ vai Selina Kyle và trong series phim truyền hình ăn khách của Mỹ Gotham (2014 - 2019), một phiên bản Selina Kyle trẻ được thể hiện bởi Camren Bicondova. Ngoài ra, Catwoman còn xuất hiện trong nhiều tựa game nổi tiếng được đánh giá cao như Batman: Arkham và Injustice: Gods Among Us.

## Trong văn hóa đại chúng
Catwoman là một nhân vật có sức ảnh hưởng lớn, cô xếp thứ 51 trong danh sách "100 nhân vật phản diện vĩ đại nhất mọi thời đại" ("Top 100 Greatest Villains Ever") của tạp chí Wizard năm 2006, thứ 81 trong danh sách "200 nhân vật truyện tranh vĩ đại nhất mọi thời đại" ("200 Greatest Comic Book Characters of All Time") của tạp chí này năm 2008. IGN xếp Catwoman vị trí thứ 11 trong danh sách "Top 100 nhân vật phản diện mọi thời đại trong thế giới truyện tranh" năm 2009 ("Top 100 Comic Book Villains of All Time").
Catwoman cũng có mặt trong danh sách "25 nhân vật phản diện vĩ đại nhất mọi thời đại trong thế giới truyện tranh" của tạp chí Complex ("The 25 Greatest Comic Book Villains of All Time") năm 2013 với vị trí số 15. Ở chiều ngược lại, cô đứng thứ 20 trong danh sách "Top 100 siêu anh hùng mọi thời đại trong thế giới truyện tranh" ("Top 100 Comic Book Heroes of All Time") của IGN. Cô cũng đứng thứ 23 trong "Top 100 nhân vật nữ gợi cảm nhất trong thế giới truyện tranh" ("100 Sexiest Women in Comics") của Comics Buyer's Guide.